# Philocaenus insolitus
Philocaenus insolitus är en stekelart som beskrevs av Van Noort 1994. Philocaenus insolitus ingår i släktet Philocaenus och familjen fikonsteklar.
Artens utbredningsområde är Gabon. Inga underarter finns listade i Catalogue of Life.